# Балтазар фон Алефелдт (1684 – 1752)
Балтазар фон Алефелдт (на немски: Balthasar von Ahlefeldt; * 25 юли 1684 в Линдау при Геторф в Шлезвиг-Холщайн; † 15 март 1752 в Кил) е благородник от стария род Алефелдт, господар в именията Линдау и Нойдорф също генерал-лейтенант и командант на Глюкщат.
Той е син на Георг фон Алефелдт (1651 – 1700) и съпругата му Аделхайд Бенедикта фон Бухвалдт. Внук е на Хенрик фон Алефелдт (1592 – 1674) и Маргрета фон Алефелдт (1620 – 1691). Племенник е на Кай фон Алефелдт (1591 – 1670), дипломат и генерал.
Той следва 1705 г. в Анже. През 1706 г. той става лейтенант на служба в Брауншвайг-Люнебург. През 1708 г. той е при гвардейците-драгони в Брабант и е на служба на Холщайн-Готорп. Той участва в обсадата на Лил, 1709 г. на Монс, 1710 г. на други градове.
През 1711 г. той е повишен на полковник-лейтенант и се жени на 2 декември същата година в Хамбург за Катарина Хедвиг фон Рантцау († 1713), дъщеря на Кай фон Рантцау (1652 – 1700) в имението Емкендорф, и Магдалена Хедвиг фон Рантцау (* 1679). Тя умира 1713 г. при раждане.
През 1714 г. той се жени втори път за София Хедвиг фон Вонсфлет († 1728), дъщеря на амтман и съветник Зиферт фон Вонсфлет и София Ернестина Баудисин. Те имат десет деца.
През 1718 г. Балтазар фон Алефелдт е главен горски майстер и дворцов маршал при херцог Кристиан Август фон Шлезвиг-Холщайн-Готорп и след смъртта му става таен съветник при херцог Карл Фридрих фон Шлезвиг-Холщайн-Готорп.
През 1730 г. Балтазар фон Алефелдт се жени трети път за Ида Емеренция фон Алефелдт (1681 – 1741), вдовица на Детлев фон Румор, дъщеря на Вилхелм фон Алефелдт-Хазелау и Каден.
През 1732 г. той напуска службата си при херцог Карл Фридрих. През 1734 г. той е полковник на конницата на императора и участва в боевете на През 1732 г. той напуска службата си при херцог Карл Фридрих. През 1734 г. той е полковник на конницата на императора и участва в боевете на Рейн. През 1735 г. той продава имението Линдау на братовчед му Вулф фон Алефелдт, господар на съседното имение Кьонигсфьорде. От 1742 г. той е генерал-майор, 1750 г. командант на Глюкшат и 1751 г. генерал-лейтенант.
Балтазар фон Алефелдт умира напълно беден на 15 март 1752 г. в „Ноерер Хоф“ в Кил. Фон Алефелдт е погребан при съпругите му в гробницата на Линдау в църквата „Св. Юрген“ в Геторф. къдет подновил оргела на църквата след смъртта на втората му съпруга 1728 г.

## Деца
Балтазар фон Алефелдт се жени три пъти.
С първара си съпруга Катарина Хедвиг фон Рантцау († 1713) той има една дъщеря:
- Аделхайд Доротея фон Алефелдт (* 20 април 1713 в Хамбург; † 16 април 1737), омъжена на 10 ноември 1733 г. в Хамбург за фрайхер Кристиан Август Шлитц, фон Гоерц, кур-кьолнски камерхер (* 6 юли 1708; † 21 ноември 1775).

От втория брак Балтазар фон Алефелдт със София Хедвиг фон Вонсфлет († 1728) има десет деца:
- Маргарета Хенриета фон Алефелдт (* 6 юни 1715 в Линдау; † 12 юни 1715 в Линдау)
- Катарина Хедвиг фон Алефелдт (* 26 октомври 1716 в Линдау), омъжена на 14 юни 1734 г. за Шак фон Брокдорф-Ашау, Асерщруп и Гримщет
- София Ернестина фон Алефелдт (* 11 февруари 1718, Кил; † 14 февруари 1718, Кил)
- Георгина фон Алефелдт (* 11 май 1719, Линдау, † 25 юни 1783, Кил), омъжена 1735 г. за Ахац Лудвиг фон Хан, съветник в Херцогство Мекленбург-Гюстров в Дикхоф и други (* 17 март 1700, Зеебург; † 1763)
- Юрген Хинрих фон Алефелдт (* 21 юли 1720, Линдау; † 24 март 1806, Шьонберг), войник, 1744 – 1750 г. аташе в посолството в Лондон, като капитан напуска 1766 г. и живее болен накрая в къщата на органистите в Шьонберг
- Зигфрид Ернст фон Алефелдт (* 13 ноември 172, Линдау; † 7 февруари 1792 в Ратцебург), женен на 4 февруари 1757 г. в Росток за София Шарлота фон Басевитц (* 11 декември 1740; † 16 март 1775, Ратцебург)
- Ханс Адолф фон Алефелдт (* 12 октомври 1722, Линдау; † 23 януари 1807, Одензе), женен в Таазинге на 29 септември 1770 г. за Вибеке Маргарете Жуел (* 29 август 1734; † 5 април 1793, Одензе)
- София Ернестина фон Алефелдт (* 8 ноември 1723, Линдау; † 6 октомври 1779 Итцехое)
- Йохан Фридрих фон Алефелдт (* 30 април 1725 в Линдау), умира като млад-ловец на прица на Орания
- Анна Метта фон Алефелдт (* 5 септември 1726, Линдау; † 6 февруари 1793 в Шлезвиг), омъжена на 30 април 1749 г. за Йохан Лудвиг фон Югерт (* 10 май 1725; † 29 януари 1793), таен съветник и канцлер на главния съд; двамата са погребани в катедралата на Шлезвиг.